# NGC 2448
NGC 2448 је група звезда у сазвежђу Крма која се налази на NGC листи објеката дубоког неба.
Деклинација објекта је - 24° 40' 51" а ректасцензија 7h 44m 34,5s. Привидна величина (магнитуда) објекта NGC 2448 износи 6,2. NGC 2448 је још познат и под ознакама ESO 493-**8, *Grp ? around SAO 174433 (5.5).